# Тямпатсак (город)
Тямпатсак (лаос. ຈຳປາສັກ; устар. написание Чампассак) — небольшой город в Лаосе в провинции Тямпасак. Город расположен на берегу Меконга, в 40 км к югу от административного центра провинции — города Паксе. Население — 14 448 чел. (по оценке 2010 года).
В древности город был столицей королевства Тямпасак, однако потом королевская резиденция была перенесена в Паксе. В настоящее время городок состоит в основном из гостиниц для туристов, посещающих расположенные в 10 км развалины храмового комплекса Ват-Пху.

## Примечания

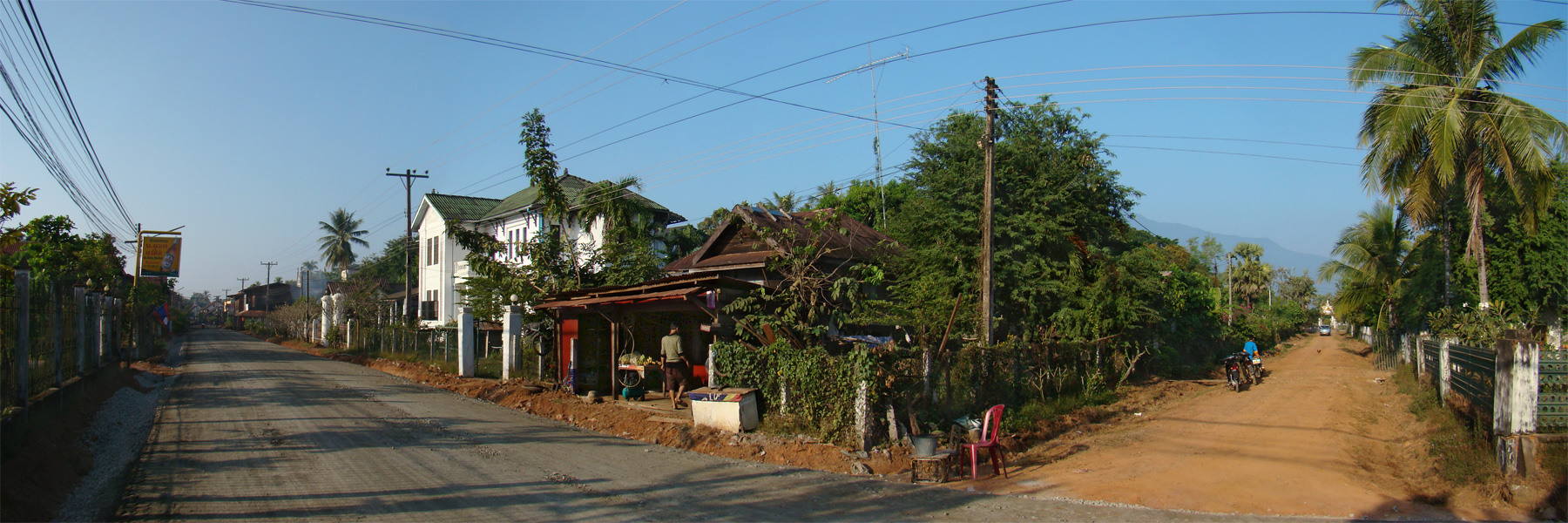
Главная улица